# Mockery (film, 1912)
Pour l’article homonyme, voir Mockery.
Mockery est un court-métrage américain réalisé par Laurence Trimble pour Vitagraph, sorti en 1912.
C'est la première apparition de l'acteur Marshall Pinckney Wilder dans un rôle dramatique.

## Fiche technique
- Réalisation : Laurence Trimble
- Production : Vitagraph
- Date de sortie :
  - USA : 5 juin 1912

## Distribution
- Marshall P. Wilder : Pepito
- Clara Kimball Young : Princesse Dolorosa
- Ralph Ince : Prince Dionio
- James Young:  Lorenzo

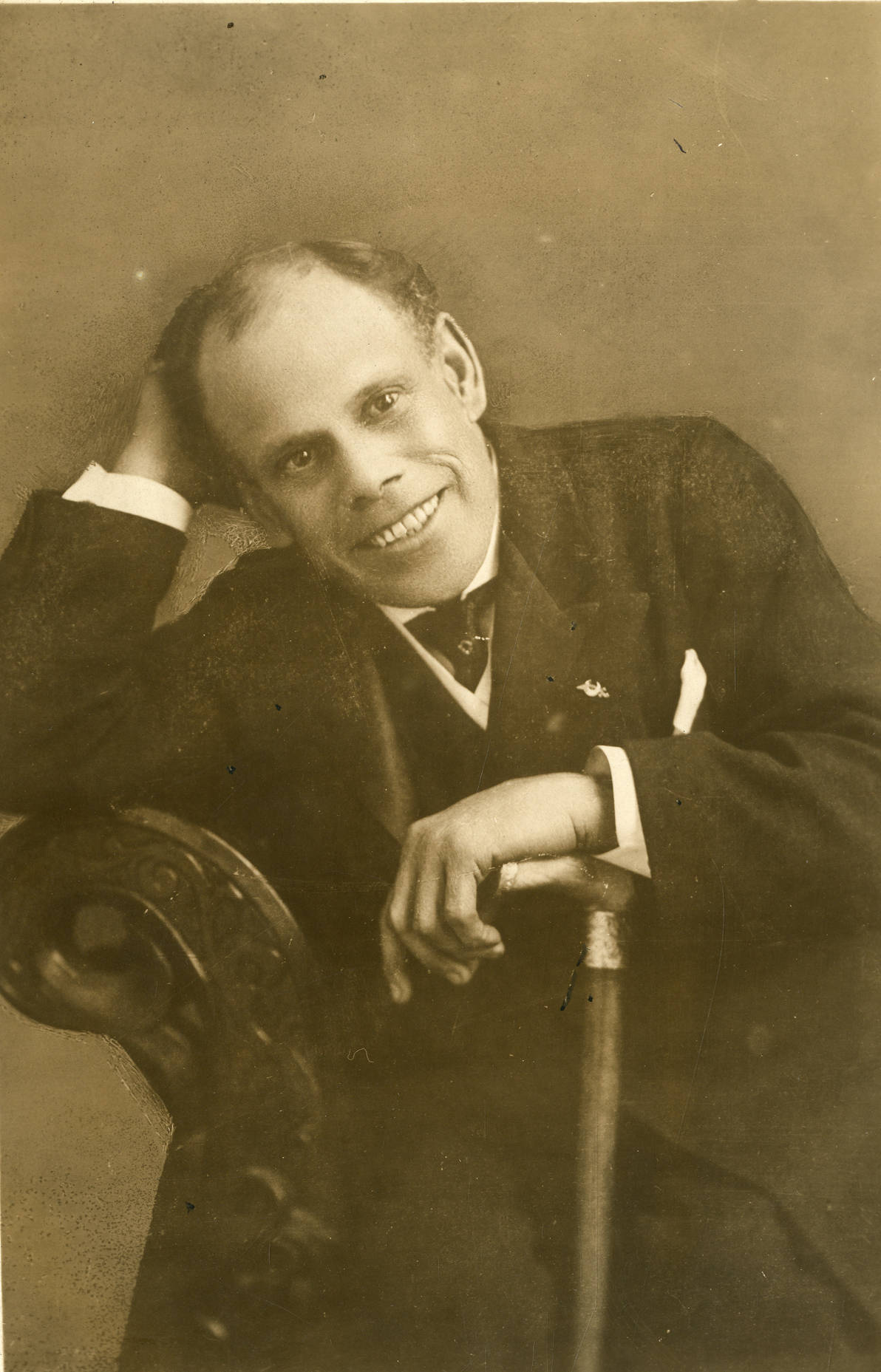
Marshall P. Wilder
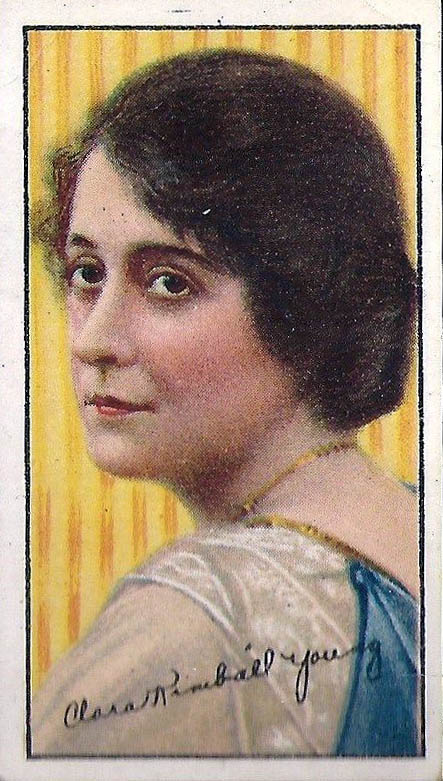
Clara Kimball Young